# Подсвілля
Подсві́лля (біл. Падсвілле) — селище міського типу в Вітебській області Білорусі, у Глибоцькому району.
Населення селища становить 2,6 тис. осіб (2006).
| Білорусь | Це незавершена стаття з географії Білорусі. Ви можете допомогти проєкту, виправивши або дописавши її. |